# Grieks voetbalelftal in 2011
Het Grieks voetbalelftal speelde in totaal twaalf interlands in het jaar 2011, waaronder zes wedstrijden in de kwalificatiereeks voor het EK voetbal 2012 in Polen en Oekraïne. De ploeg stond onder leiding van de Portugees Fernando Santos, de opvolger van de in 2010 opgestapte Otto Rehhagel. Op de FIFA-wereldranglijst zakte Griekenland in 2011 van de elfde (januari 2011) naar de veertiende plaats (december 2011). Eén speler kwamen in alle twaalf duels in actie: middenvelder Giorgos Karagounis.

## Balans
| Wedstrijden | Wedstrijden | Wedstrijden | Wedstrijden | Doelpunten | Doelpunten | Doelpunten | Punten |
| Gespeeld    | Winst       | Gelijk      | Verlies     | Voor       | Tegen      | Saldo      | Punten |
| ----------- | ----------- | ----------- | ----------- | ---------- | ---------- | ---------- | ------ |
| 12          | 6           | 5           | 1           | 14         | 8          | +6         | 1.417  |

## Interlands
|                                                                 |                         |       |        |                                                                          |
| 9 februari Vriendschappelijk № 508 «onderlinge duels» 16:00 uur | Griekenland             | 1 – 0 | Canada | AEL Arena, Larissa Toeschouwers: 14.800 Scheidsrechter: Svein Moen (NOR) |
| 9 februari Vriendschappelijk № 508 «onderlinge duels» 16:00 uur | Ioannis Fetfatzidis 63' |       |        | AEL Arena, Larissa Toeschouwers: 14.800 Scheidsrechter: Svein Moen (NOR) |

|                                                             |       |                       |             |                                                                                      |
| 26 maart EK-kwalificatie № 509 «onderlinge duels» 19:30 uur | Malta | 0 – 1                 | Griekenland | Ta' Qali Stadium, Ta' Qali Toeschouwers: 10.605 Scheidsrechter: Michael Weiner (GER) |
| 26 maart EK-kwalificatie № 509 «onderlinge duels» 19:30 uur |       | 90' Vasilis Torosidis |             | Ta' Qali Stadium, Ta' Qali Toeschouwers: 10.605 Scheidsrechter: Michael Weiner (GER) |

|                                                               |             |       |       |                                                                                                  |
| 29 maart Vriendschappelijk № 510 «onderlinge duels» 20:30 uur | Griekenland | 0 – 0 | Polen | Georgios Karaiskákis Stadion, Piraeus Toeschouwers: 12.000 Scheidsrechter: Martin Atkinson (ENG) |
| 29 maart Vriendschappelijk № 510 «onderlinge duels» 20:30 uur |             |       |       | Georgios Karaiskákis Stadion, Piraeus Toeschouwers: 12.000 Scheidsrechter: Martin Atkinson (ENG) |

|                                                           |                                                                          |       |                    |                                                                                            |
| 4 juni EK-kwalificatie № 511 «onderlinge duels» 19:30 uur | Griekenland                                                              | 3 – 1 | Malta              | Georgios Karaiskákis Stadion, Piraeus Toeschouwers: 14.750 Scheidsrechter: Pawel Gil (POL) |
| 4 juni EK-kwalificatie № 511 «onderlinge duels» 19:30 uur | Ioannis Fetfatzidis 8' Kyriakos Papadopoulos 26' Ioannis Fetfatzidis 64' |       | 54' Michael Mifsud | Georgios Karaiskákis Stadion, Piraeus Toeschouwers: 14.750 Scheidsrechter: Pawel Gil (POL) |

|                                                   |                    |       |                        |                                                                             |
| 8 juni Vriendschappelijk № 512 «onderlinge duels» | Ecuador            | 1 – 1 | Griekenland            | Citi Field, New York Toeschouwers: 39.656 Scheidsrechter: Mark Geiger (USA) |
| 8 juni Vriendschappelijk № 512 «onderlinge duels» | Frickson Erazo 58' |       | 16' Alexandros Tziolis | Citi Field, New York Toeschouwers: 39.656 Scheidsrechter: Mark Geiger (USA) |

|                                                                  |                       |       |             |                                                                                      |
| 10 augustus Vriendschappelijk № 513 «onderlinge duels» 20:00 uur | Bosnië en Herzegovina | 0 – 0 | Griekenland | Koševo Stadion, Sarajevo Toeschouwers: 12.000 Scheidsrechter: Nikola Dabanović (MNE) |
| 10 augustus Vriendschappelijk № 513 «onderlinge duels» 20:00 uur |                       |       |             | Koševo Stadion, Sarajevo Toeschouwers: 12.000 Scheidsrechter: Nikola Dabanović (MNE) |

|                                                                |        |                   |             |                                                                                       |
| 2 september EK-kwalificatie № 514 «onderlinge duels» 15:05 uur | Israël | 0 – 1             | Griekenland | Bloomfield Stadion, Tel Aviv Toeschouwers: 13.100 Scheidsrechter: Craig Thomson (SCO) |
| 2 september EK-kwalificatie № 514 «onderlinge duels» 15:05 uur |        | 60' Sotiris Ninis |             | Bloomfield Stadion, Tel Aviv Toeschouwers: 13.100 Scheidsrechter: Craig Thomson (SCO) |

|                                                                |                      |       |                           |                                                                                  |
| 6 september EK-kwalificatie № 515 «onderlinge duels» 19:30 uur | Letland              | 1 – 1 | Griekenland               | Skonto Stadion, Riga Toeschouwers: 5.415 Scheidsrechter: Stanislav Todorov (BUL) |
| 6 september EK-kwalificatie № 515 «onderlinge duels» 19:30 uur | Aleksandrs Cauņa 19' |       | 84' Kyriakos Papadopoulos | Skonto Stadion, Riga Toeschouwers: 5.415 Scheidsrechter: Stanislav Todorov (BUL) |

|                                                                      |                                          |       |         |                                                                                              |
| 7 oktober EK-kwalificatie Groep F № 516 «onderlinge duels» 20:45 uur | Griekenland                              | 2 – 0 | Kroatië | Georgios Karaiskákis Stadion, Piraeus Toeschouwers: 27.200 Scheidsrechter: Howard Webb (ENG) |
| 7 oktober EK-kwalificatie Groep F № 516 «onderlinge duels» 20:45 uur | Georgios Samaras 71' Theofanis Gekas 79' |       |         | Georgios Karaiskákis Stadion, Piraeus Toeschouwers: 27.200 Scheidsrechter: Howard Webb (ENG) |

|                                                                       |                      |       |                                             |                                                                                          |
| 11 oktober EK-kwalificatie Groep F № 517 «onderlinge duels» 18:00 uur | Georgië              | 1 – 2 | Griekenland                                 | Mikheil Meskhi Stadion, Tbilisi Toeschouwers: 7.824 Scheidsrechter: Daniele Orsato (ITA) |
| 11 oktober EK-kwalificatie Groep F № 517 «onderlinge duels» 18:00 uur | David Targamadze 19' |       | 79' Georgios Fotakis 84' Angelos Charisteas | Mikheil Meskhi Stadion, Tbilisi Toeschouwers: 7.824 Scheidsrechter: Daniele Orsato (ITA) |

|                                                                  |                        |       |                   |                                                                                               |
| 11 november Vriendschappelijk № 518 «onderlinge duels» 20:30 uur | Griekenland            | 1 – 1 | Rusland           | Georgios Karaiskakis Stadion, Piraeus Toeschouwers: 10.000 Scheidsrechter: Tony Chapron (FRA) |
| 11 november Vriendschappelijk № 518 «onderlinge duels» 20:30 uur | Kostas Katsouranis 60' |       | 2' Roman Sjirokov | Georgios Karaiskakis Stadion, Piraeus Toeschouwers: 10.000 Scheidsrechter: Tony Chapron (FRA) |

|                                                                  |                        |       |                                                             |                                                                              |
| 15 november Vriendschappelijk № 519 «onderlinge duels» 20:45 uur | Griekenland            | 1 – 3 | Roemenië                                                    | Cashpoint Arena, Altach Toeschouwers: 800 Scheidsrechter: Thomas Gangl (AUT) |
| 15 november Vriendschappelijk № 519 «onderlinge duels» 20:45 uur | Giorgos Karagounis 34' |       | 17' Gabriel Torje 61' Cristian Tănase 81' Alexandru Chipciu | Cashpoint Arena, Altach Toeschouwers: 800 Scheidsrechter: Thomas Gangl (AUT) |

## FIFA-wereldranglijst
| JAN | FEB | MAR | APR | MEI | JUN | JUL | AUG | SEP | OKT | NOV | DEC |
| --- | --- | --- | --- | --- | --- | --- | --- | --- | --- | --- | --- |
| 11  | 10  | 10  | 12  | 12  | 12  | 13  | 14  | 11  | 8   | 14  | 14  |

## Statistieken
| Michalis Sifakis           | 1984-09-09 | Aris Thessaloniki    | 4  | 0 | 0 |
| Alexandros Tzorvas         | 1982-08-12 | US Palermo           | 4  | 1 | 0 |
| Kostas Chalkias            | 1974-05-30 | PAOK Saloniki        | 1  | 1 | 0 |
| Stefanos Kapino            | 1994-03-18 | Panathinaikos        | 1  | 0 | 0 |
| Dimitrios Konstantopoulos  | 1978-11-29 | AEK Athene           | 1  | 0 | 0 |
| Stefanos Kotsolis          | 1979-06-05 | Panathinaikos        | 1  | 0 | 0 |
| Verdediging                |            |                      |    |   |   |
| Vasilis Torosidis          | 1985-06-10 | Olympiakos Piraeus   | 7  | 1 | 1 |
| Avraam Papadopoulos        | 1984-12-03 | Olympiakos Piraeus   | 7  | 1 | 0 |
| Sokratis Papastathopoulos  | 1988-06-09 | Werder Bremen        | 7  | 0 | 0 |
| Kyriakos Papadopoulos      | 1992-02-23 | Schalke 04           | 5  | 0 | 2 |
| Loukas Vyntra              | 1981-02-05 | Panathinaikos        | 4  | 2 | 0 |
| Vangelis Moras             | 1981-08-26 | AC Cesena            | 4  | 0 | 0 |
| Nikos Spyropoulos          | 1983-10-10 | Panathinaikos        | 3  | 1 | 0 |
| Giannis Zaradoukas         | 1985-12-12 | PAS Giannina         | 3  | 0 | 0 |
| Giannis Maniatis           | 1986-10-12 | Olympiakos Piraeus   | 2  | 2 | 0 |
| Giorgos Tzavelas           | 1987-11-26 | AS Monaco            | 2  | 0 | 0 |
| Kostas Giannoulis          | 1987-12-09 | Atromitos            | 1  | 0 | 0 |
| José Holebas               | 1984-06-27 | Olympiakos Piraeus   | 1  | 0 | 0 |
| Stelios Malezas            | 1985-03-11 | PAOK Saloniki        | 1  | 0 | 0 |
| Thanos Petsos              | 1991-06-05 | 1. FC Kaiserslautern | 0  | 1 | 0 |
| Middenveld                 |            |                      |    |   |   |
| Giorgos Karagounis         | 1977-03-06 | Panathinaikos        | 11 | 1 | 1 |
| Kostas Katsouranis         | 1979-06-21 | Panathinaikos        | 8  | 2 | 1 |
| Giannis Fetfatzidis        | 1990-12-21 | Olympiakos Piraeus   | 5  | 3 | 3 |
| Sotiris Ninis              | 1990-04-03 | Panathinaikos        | 5  | 2 | 1 |
| Alexandros Tziolis         | 1985-02-13 | AS Monaco            | 5  | 2 | 1 |
| Panagiotis Kone            | 1987-07-26 | Bologna FC           | 3  | 5 | 0 |
| Pantelis Kafes             | 1978-06-24 | AEK Athene           | 3  | 2 | 0 |
| Giorgos Fotakis            | 1981-10-29 | PAOK Saloniki        | 2  | 4 | 1 |
| Grigoris Makos             | 1987-01-18 | AEK Athene           | 2  | 4 | 0 |
| Lazaros Christodoulopoulos | 1986-12-19 | Panathinaikos        | 1  | 1 | 0 |
| Panagiotis Lagos           | 1985-07-18 | AEK Athene           | 1  | 0 | 0 |
| Vasilis Pliatsikas         | 1988-04-14 | MSV Duisburg         | 1  | 0 | 0 |
| Giorgos Theodoridis        | 1980-07-03 | Panetolikos          | 0  | 1 | 0 |
| Aanval                     |            |                      |    |   |   |
| Dimitrios Salpigidis       | 1981-08-18 | PAOK Saloniki        | 8  | 2 | 0 |
| Georgios Samaras           | 1985-02-21 | Celtic               | 7  | 1 | 1 |
| Nikos Lyberopoulos         | 1975-08-04 | AEK Athene           | 4  | 2 | 0 |
| Fanis Gekas                | 1980-05-23 | Samsunspor           | 3  | 0 | 1 |
| Kostas Mitroglou           | 1988-03-12 | Atromitos            | 2  | 5 | 0 |
| Angelos Charisteas         | 1980-02-09 | Panetolikos          | 2  | 1 | 1 |
| Stefanos Athanasiadis      | 1988-12-24 | PAOK Saloniki        | 0  | 2 | 0 |
| Giorgos Georgiadis         | 1987-11-14 | PAOK Saloniki        | 0  | 2 | 0 |

EPO · A-internationals · Bondscoaches · Selecties · Grieks vrouwenelftal · Olympisch elftal · Griekenland U21 · Griekenland U20 · Griekenland U19 · Griekenland U18 · Griekenland U17 · Griekenland U16
1920 – 1929 ·
1930 – 1939 ·
1940 – 1949 ·
1950 – 1959 ·
1960 – 1969 ·
1970 – 1979 ·
1980 – 1989 ·
1990 – 1999 ·
2000 – 2009 ·
2010 – 2019 ·
2020 − 2029
EK 1980 · 
EK 2004 · 
EK 2008 · 
EK 2012
WK 1994 · 
WK 2010 · 
WK 2014
OS 1920 · 
OS 1952 · 
OS 2004
1920 · 
1921–1928 · 
1929 · 
1930 · 
1931 · 
1932 · 
1933 · 
1934 · 
1935 · 
1936 · 
1937 · 
1938 · 
1939–1947 · 
1948 · 
1949 · 
1950 · 
1952 · 
1952 · 
1953 · 
1954 · 
1955 · 
1956 · 
1957 · 
1958 · 
1959 · 
1960 · 
1961 · 
1962 · 
1963 · 
1964 · 
1965 · 
1966 · 
1967 · 
1968 · 
1969 · 
1970 · 
1971 · 
1972 · 
1973 · 
1974 · 
1975 · 
1976 · 
1977 · 
1978 · 
1979 · 
1980 · 
1981 · 
1982 · 
1983 · 
1984 · 
1985 · 
1986 · 
1987 · 
1988 · 
1989 · 
1990 · 
1991 ·
1992 · 
1993 · 
1994 · 
1995 · 
1996 · 
1997 · 
1998 · 
1999 · 
2000 · 
2001 · 
2002 · 
2003 · 
2004 · 
2005 · 
2006 · 
2007 · 
2008 · 
2009 · 
2010 · 
2011 · 
2012 · 
2013 · 
2014 · 
2015 · 
2016 · 
2017 · 
2018 ·
2019 ·
2020 ·
2021 ·
2022 ·
2023
Albanië ·
Argentinië ·
Armenië ·
Australië ·
België ·
Bolivia ·
Bosnië en Herzegovina ·
Brazilië ·
Bulgarije ·
Canada ·
Chili ·
Colombia ·
Costa Rica ·
Cyprus ·
Denemarken ·
DDR · 
Duitsland ·
Ecuador · 
Egypte ·
El Salvador ·
Engeland ·
Estland ·
Ethiopië ·
Faeröer ·
Finland ·
Frankrijk ·
Georgië ·
Ghana ·
Gibraltar ·
Honduras ·
Hongarije ·
Ierland ·
IJsland ·
Israël ·
Italië ·
Ivoorkust ·
Japan ·
Joegoslavië ·
Kameroen ·
Kazachstan ·
Kosovo ·
Kroatië ·
Letland ·
Libië ·
Liechtenstein ·
Litouwen ·
Luxemburg ·
Malta ·
Marokko ·
Mexico ·
Moldavië ·
Montenegro ·
Nederland ·
Nieuw-Zeeland ·
Nigeria ·
Noord-Ierland ·
Noord-Korea · 
Noorwegen ·
Oekraïne ·
Oostenrijk ·
Palestina ·
Paraguay · 
Polen ·
Portugal ·
Qatar ·
Roemenië ·
Rusland ·
San Marino ·
Saoedi-Arabië · 
Schotland ·
Senegal · 
Servië · 
Slovenië ·
Slowakije ·
Sovjet-Unie ·
Spanje ·
Syrië ·
Tsjechië ·
Tsjecho-Slowakije ·
Turkije ·
Verenigde Staten ·
Wales ·
Wit-Rusland · 
Zuid-Korea ·
Zweden ·
Zwitserland
Colombia (2014) · 
Costa Rica (2014) · 
Duitsland (2012) · 
Ivoorkust (2014) · 
Japan (2014) ·
Polen (2012) ·
Portugal (2004, 2) · 
Rusland (2008) ·
Rusland (2012) ·
Spanje (2008) ·
Tsjechië (2012) ·
Zuid-Korea (2010) ·
Zweden (2008)